# Keinan Davis
Keinan Vincent Joseph Davis (13 de febrer de 1998) és un futbolista professional anglès que juga com a davanter per l'Udinese Calcio.